# Estación de Uster
La estación de Uster es una estación ferroviaria de la comuna suiza de Uster, en el Cantón de Zúrich.

## Situación

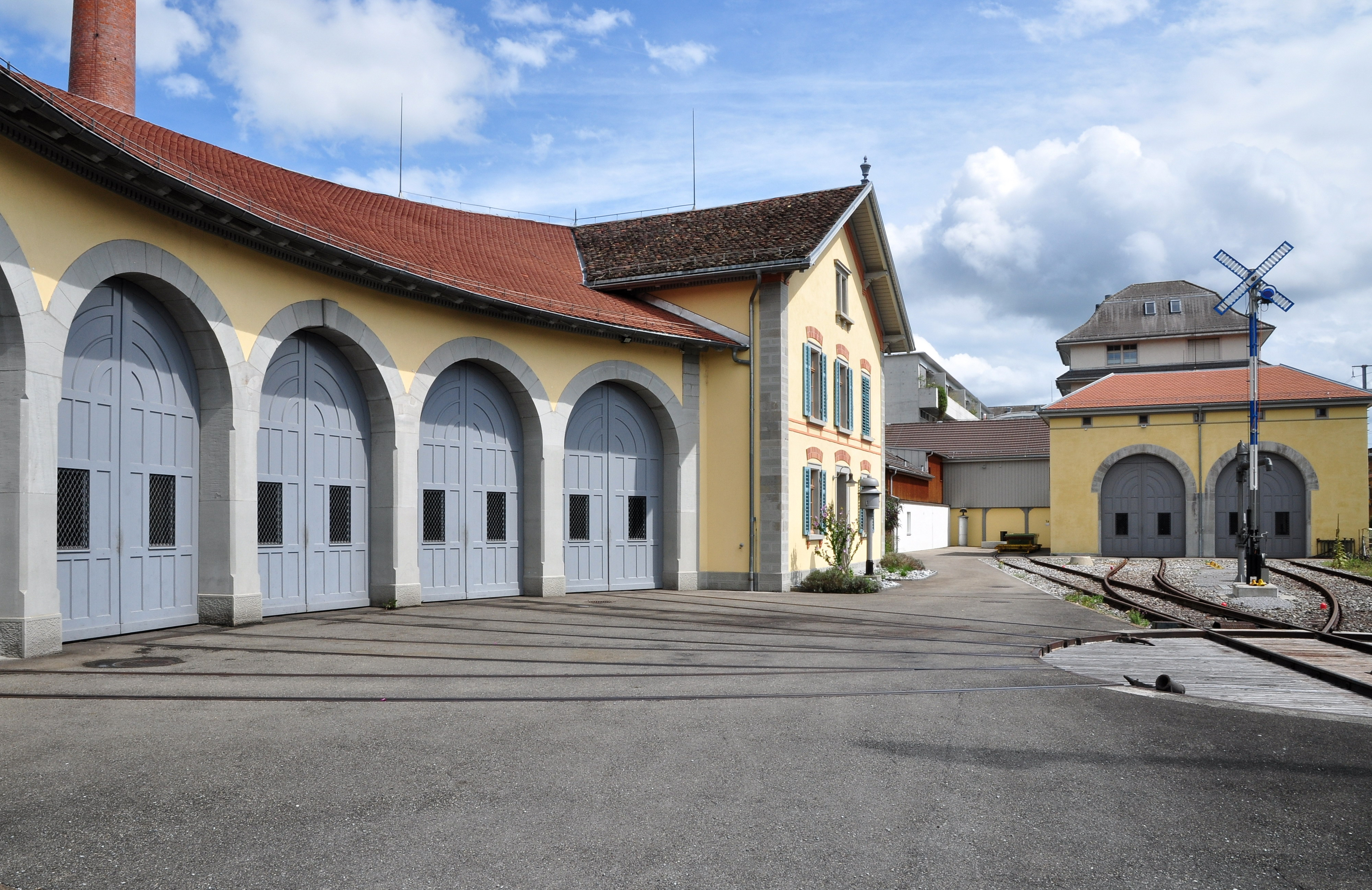
Depósitos de Uster restaurados

La estación está situada en la línea Wallisellen - Rapperswil, también conocida como Glatthalbahn. Fue inuagurada en 1856, con la puesta en servicio del tramo Wallisellen - Uster. La línea fue extendida hasta Rapperswil en el año 1857. Actualmente, existe un edificio más moderno que el original, y la estación cuenta con varios servicios, como un aparcamiento de 58 plazas, tiendas abiertas todos los días del año, consigna, puesto de información, taquilla para la venta de billetes o agencia de viajes.
Una característica de esta estación es que posee un depósito de locomotoras que se distribuye en dos edificios, un simple cobertizo que data del año 1856, y luego otro depósito que cuenta con una pequeña placa giratoria. Todo el conjunto ha sido designado como un monumento histórico desde 1985, y ha sido restaurado como era cuando fue construido. Está inscrito en el inventario suizo de bienes culturales de importancia nacional.
Sus dependencias ferroviarias colaterales son la estación de Nänikon-Greifensee hacia Wallisellen y la estación de Aathal en dirección Rapperswil.

## Servicios ferroviarios
Por la estación paran o inician su trayecto varias líneas de cercanías pertenecientes a la red S-Bahn Zúrich:
- S 5 Zug – Affoltern am Albis – Zúrich HB – Uster – Pfäffikon SZ
- S 9 Schaffhausen – Rafz – Zúrich HB – Stettbach – Uster
- S 14 Affoltern am Albis – Altstetten – Zúrich HB – Oerlikon – Wallisellen – Hinwil
- S 15 Rapperswil – Uster – Zúrich HB – Oberglatt – Niederweningen
- S N5 Bülach – Zúrich HB – Uster - Rapperswil – Pfäffikon SZ

Estas líneas permiten una comunicación frecuente a lugares como Zúrich, Rapperswil, Pfäffikon o Zug. Además, los viernes y sábados por la noche se suma la línea SN5 entre Pfäffikon y Bülach para ofrecer conexión nocturna.